# Клок Софтуер
„Клок Софтуер“ е частна компания, която разработва софтуерни решения за хотели и ресторанти – хотелска програма, Софтуер за ресторант (ПОС), онлайн резервационни системи, канален мениджър, дигитални услуги за гости и други.

## История
Клок Софтуер е създадена през 1994 г. под името Клок ООД във Варна, България. Първоначално компанията се занимава с продажбата на хардуер и периферия, но скоро основателите ѝ се насочват към създаването на софтуер, а именно за хотелската индустрия. През 1996 г. Клок успяват да пуснат на пазара своя първи продукт – ClockFront за Windows. По това време в България е в ход масова приватизация вследствие на преминаването на страната към демокрация и пазарна икономика. Всички хотели, изключителна държавна собственост, започват да сменят собствениците си и се нуждаят от софтуер за управление, с който да заменят предишните, често централизирани системи. Клок се възползват от тази ситуация, за да предложат своя продукт на новите собственици на всеки приватизиран хотел.  Скоро компанията разширява предлагането си с програми за управление на ресторант и склад – ClockPOSitive и ClockEffect, а програмата ClockFront преминава в новите версии Clock Evolution и последната (към 2016 г.) – Clock EVO.
През 2006 г. Клок започват да предлагат своите продукти извън пределите на България. Първите инсталации са в Румъния, Македония и Хърватска.
През 2011 г. Клок Софтуер решават да започнат разработката на изцяло нова програма, базирана на навлизащите облачни технологии (Изчисления в облак). За целта е регистрирана нова международна компания с името Clock Software в Лондон, Великобритания. Новата фирма поема изцяло международното развитие на Клок, както и дистрибуцията на новите им облачни продукти. Българските подразделения на фирмата продължават да отговарят за развойната дейност и поддръжката на софтуера.
Clock Software лансират първия си облачен софтуер през 2012 г. – интернет резервационната система за малки хотели InnHand. . На 1 октомври 2013 г. е пусната новата хотелска платформа Clock PMS. Година по-късно InnHand е изтеглен от предлагане и компанията се фокусира изцяло върху новата система.

## Дистрибуция
Клок предлага инсталационните си софтуерни решения в Източна Европа, докато новата облачна платформа Clock PMS е достъпна по модела софтуер като услуга и се предлага в целия свят. Към края на 2015 г. тя се използва от средства за настаняване в над 40 страни по света и има за клиенти хотели като Lark Hotels и McMillan Hotels.
Clock PMS използва хостинг от Amazon Web Services (AWS) и е сертифициран партньор на различни външни доставчици, като: разплащателни платформи – PayPal, Authorize.Net , Worldpay, Adyen; канални мениджъри – Parity Rate and Yield Planet; системи за контрол на достъп – ASSA ABLOY, онлайн портали – TripConnect by Tripadvisor

## Продукти
Clock PMS е облачна система за управление на хотели и други средства за настаняване. Тя включва следните модули:
- Рецепция
- Мобилни улсуги за гости
- Онлайн резервационна система
- Онлайн продажба на подаръчни ваучери
- Канален мениджър
- Управление на тарифи и приходи
- Домакинство
- ресторантски ПОС (Point Of Sale)
- Дигитален рум сервиз
- Централна резервационна система
- Data API

Clock EVO – Инсталационна система за управление на хотели за Windows

Clock POSitive – софтуер за управление на ресторанти за Windows

Clock Effect – система за управление на склад за Windows 